# Nicholas Clough
Nicholas Clough (Inghilterra, XVII secolo – Londra, 1683) è stato un pirata, mercante e schiavista inglese.

## Biografia
Nicholas Clough iniziò la sua carriera in mare come mercante a bordo della Camelion, di proprietà della Royal African Company, della quale era capitano. La nave salpò nel 1682 alla ricerca di schiavi, diretta al porto di Old Calabar, attraversò quindi l'Atlantico e li trasportò nelle Barbados, a Montserrat ed a Nevis. La nave sarebbe dovuta ritornare al porto di Londra nel giugno del 1682 con un carico di zucchero e altri beni. Ciò non avvenne perché il 29 giugno, Clough e i marinai della sua ciurma decisero di prendere possesso della nave autonomamente al largo dell'isola di Nevis, dandosi quindi alla pirateria. Il gruppo partì alla volta di Curaçao per vendere il carico della nave per poi dirigersi verso la costa orientale delle Americhe, raggiungendo Sandy Hook nel mese di agosto, luogo dove la nave stessa fu venduta.
Nel settembre del 1683 il capitano e la ciurma vennero arrestati e condannati ad essere frustati e ad un anno di carcere. I componenti della ciurma che dichiararono di essere stati forzati ad aderire alla pirateria furono rilasciati, giurando che Clough li aveva costretti a firmare il codice piratesco "con la spada in mano." Altri dissero di essere stati abbandonati a riva per essersi rifiutati di firmare l'accordo. Clough venne rinviato a Londra come prigioniero a bordo della Camelion ed ivi morì in quello stesso anno.

## Il codice di Clough
Clough fu autore di un codice piratesco giunto sino ai nostri giorni e presente anche negli atti del suo processo. È uno dei due regolamenti pirateschi giunti integralmente dal XVII secolo (assieme a quello di George Cusack).
Nel mese di giugno, il 30º giorno, dell'anno 1683. Articoli di Accordo tra di noi a bordo della Camillion, Nich.[olas] Clough comandante, noi disponiamo che per tutti i beni che porteremo a bordo con noi, ogni uomo abbia la sua parte di diritto e che il comandante ne abbia due parti e che il restante sia disposto per la nave e per [quanti] il capitano deciderà di premiare. [...].